# Australorzekotka miniaturowa
 Australorzekotka miniaturowa (Litoria microbelos) – gatunek niewielkiego płaza bezogonowego z podrodziny Pelodryadinae w rodzinie rzekotkowatych (Hylidae).

## Morfologia
Osiąga bardzo małe rozmiary (około 1,6 cm).

## Występowanie
Zasięg występowania tego gatunku podzielić można na dwa znacznie od siebie oddalone rejony położone na północy Australii:
- wschodni obejmuje północ Queenslandu[3]
- zachodni rozciąga się przez północne Terytorium Północne na wschodzie (włącznie z niektórymi wyspami), sięgając północnego wschodu Australii Zachodniej na zachodzie[3]

Zasięg występowania zawiera w sobie także obszary chronione, dlatego też gatunkowi obecnie nic poważnie nie zagraża.
Zwierzę to preferuje tereny wilgotne. Zamieszkuje bagna, stawy, tereny porośnięte trawą. Niska roślinność i skały dostarczają mu kryjówek.

## Rozmnażanie
Australorzekotka miniaturowa rozradza się latem. Samce nawołują, jak to ma miejsce wśród wielu innych pokrewnych gatunków. Usadawiają się wtedy na roślinach zwykle do wysokości około 30 cm nad gruntem. Jaja składane są przez samicę w pakietach po około 60 w płytką wodę istniejącego tylko okresowo zbiornika.

## Status
Jest to gatunek pospolity, a trend jego liczebności oceniany jest jako stabilny.